# Miodla indyjska

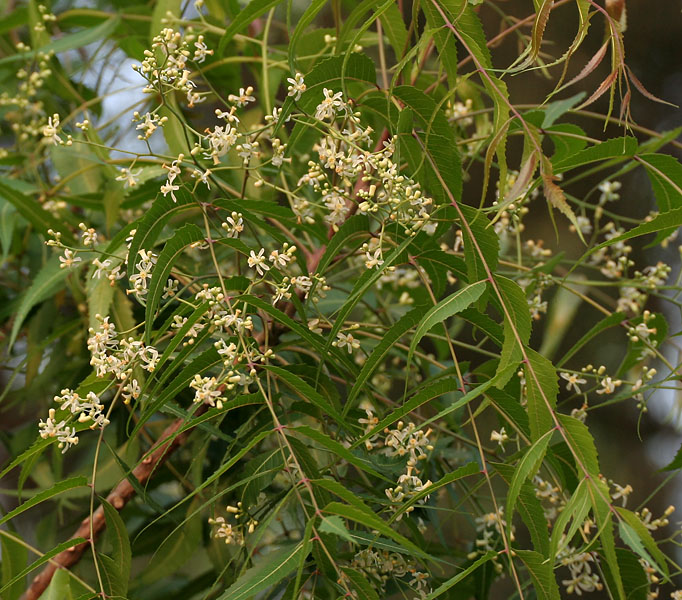
Kwiaty

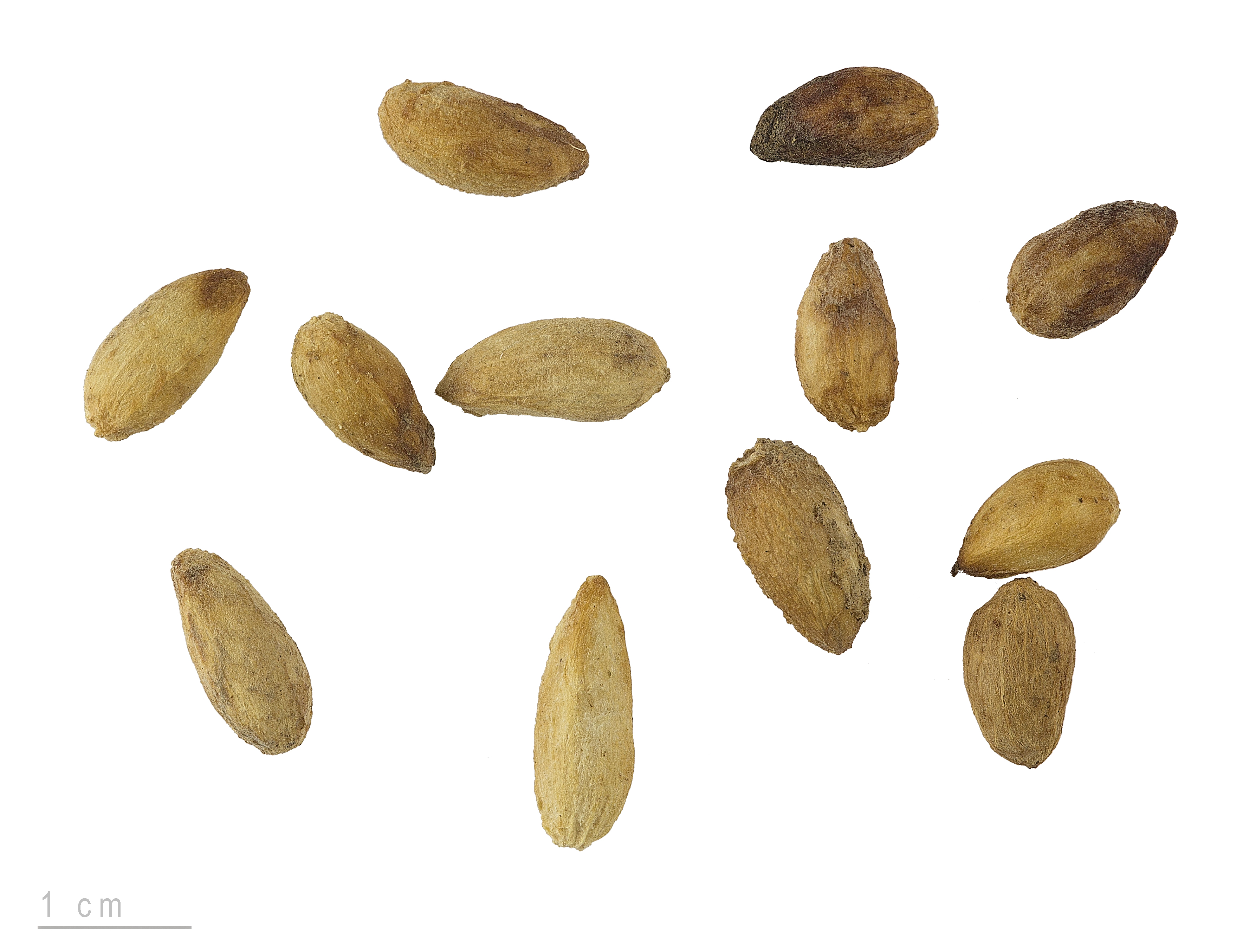
Owoce

Miodla indyjska, melia indyjska (Azadirachta indica) – gatunek drzewa z rodziny miodlowatych (Meliaceae). Stanowi jeden z dwóch gatunków rodzaju Azadirachta. Pochodzi z subkontynentu indyjskiego, rozprzestrzenił się również w innych krajach o klimacie podzwrotnikowym.

## Morfologia
PokrójSzybko rosnące drzewo o wysokości zazwyczaj ok. 20 m, ale może osiągać do 40 m. W zasadzie jest rośliną wiecznie zieloną, jednak w warunkach dotkliwej suszy może zrzucać większość liści. Korona o pokroju zbliżonym do kulistego, u starych drzew może osiągać nawet 15–20 m szerokości.
LiścieUlistnienie naprzemianległe, liście pierzaste o piłkowanych listkach. Młode listki o odcieniu czerwonawym.
KwiatyBiałe o przyjemnym zapachu, tworzące zwisające kiście o długości do 25 cm. Są 5-krotne, mają i słupek i 1o pręcików tworzących rurkę wokół słupka.

## Ekologia
Miodla słynie z odporności na suszę. Wytrzymuje wysokie temperatury, ale nie jest odporna na spadki temperatury poniżej 4 °C. Doskonale nadaje się do zadrzewiania terenów półpustynnych, dając dużo cienia. Uważana jest za gatunek inwazyjny na terenach, gdzie normalnie nie występuje. Prawdopodobnie jest dobrym pochłaniaczem dwutlenku węgla.

## Zastosowanie
- Medycyna: wszystkie części (nasiona, liście, kwiaty i kora) znajdują zastosowanie w indyjskiej medycynie tradycyjnej (ajurwedzie) ze względu na swoje właściwości antybakteryjne, przeciwgrzybicze, antywirusowe itd.[6], stosowane zwłaszcza przy chorobach skórnych[7][8]. Żywica stosowana jako zagęstnik w produktach dla diabetyków. Roztwory wodne z liści również wykazują właściwości przeciwcukrzycowe, prawdopodobnie także mogą służyć przy zapobieganiu malarii[9] (nie przeprowadzono jeszcze szeroko zakrojonych badań klinicznych). Olejek (neem oil) wykorzystywany jest w sprayach przeciw pchłom dla psów i kotów.
- Liście miodli indyjskiej są tradycyjnie gotowane i spożywane w celu leczenia gorączki. Badania na zwierzętach wykazały działanie przeciwzapalne. Badania dokowania in vitro i in silico wykazały, że ekstrakty z liści Miodli indyjskiej i ich fitochemikalia, takie jak flawonoidy i polisacharydy, mają bezpośrednie działanie przeciwwirusowe na różne wirusy, w tym dengę i wirus zapalenia wątroby typu C. Specyficzne dla SARS-CoV-2 badania dokowania molekularnego wykazały, że związki pochodzące z miodli: nimbolina A, nimocyna i cykloartanole, mogą wiązać się z glikoproteinami otoczki (E) i membrany (M) wirusa SARS-CoV-2 i działać jako inhibitory[10].
- Kosmetyka: jako składnik mydeł, szamponów, maści kremów, past do zębów itp.[11]
- Rolnictwo. Miodla jest źródłem przyjaznych dla środowiska naturalnych biopestycydów, nieszkodliwych dla motyli, pszczół i innych owadów zapylających[12]. Jednocześnie dostarcza najsilniej działającej substancji owadobójczej pochodzenia roślinnego[13].
- Kulinaria. Młode pędy i kwiaty są spożywane w Indiach jako warzywo. W Tamil Nadu z kwiatów sporządza się zupę veppampu rasam. Spożywane również w Tajlandii (nazywane tam sadao) i Laosie (kadao).

## Znaczenie w hinduizmie
- Kwiaty spożywane jako część świątecznego posiłku ugadi w Indiach południowych i gudhi padwa w stanie Maharasztra. Roślina czczona od wieków w Indiach, liście są wykorzystywane podczas rytuałów[14].
- Liście miodli stanowią podarunek dla bogini Jellamma Dewi (Renuka), od wyznawców przybywających z pielgrzymką do jej sanktuarium w Saundatti w stanie Karnataka[15].
- Drzewa vembu (nim) są obiektami kultu i intencjonalnych okrążeń (pielgrzymek) zwanych w hinduizmie aswattanarajanapradakszina przez pragnących potomstwa hindusów[16].
- Teksty tantry hinduistycznej, wymieniają drzewo Ashoka jonisha jako jedno z pięciu, które tradycyjnie wymagane są w munda sadhana (miejscu wykonywania sadhany). Śri M. w Sri Sri Ramakryshna Kathamryta (ang. The Gospel of Sri Ramakrishna  – antologii nauk Śri Ramakryszny Paramahansy) zamieścił pouczenie, że dopuszczalne jest zastąpienie drzewa aśoka właśnie przez drzewo nim – Miodlę indyjską[17].
- Na trasie religijnej pielgrzymki hinduistycznej pańćakroszi wokół Waranasi, drzewo miodli indyjskiej o znaczeniu kultowym znajduje się w obrębie murów świątyni Bhimaćandi Dewi w miejscowości Bhimachandi. Jest poświęcone bogini patronującej tej świątyni[18].
- Nimbarka Bhaskara nosi imię duchowe od indyjskiej nazwy tego drzewa (tj. Nim), w cieniu którego praktykował swoje medytacje.